# ألونزو مورنينج
ألونزو مورنينج (بالإنجليزية: Alonzo Mourning) مواليد 8 فبراير 1970 في تشيسابيك، هو لاعب كرة سلة أمريكي سابق بدأ مسيرته الاحترافية في سنة 1992. يبلغ طوله 6 قدم 10 بوصة (2.1 م). مثّل منتخب بلاده. شارك في مسابقة كرة السلة في الألعاب الأولمبية الصيفية. اعتزل اللعب في 2008.

## فرق لعب لها
- شارلوت هورنتس
- ميامي هيت
- بروكلين نتس
- ميامي هيت

## الميداليات
| الميدالية | المسابقة                         |
| --------- | -------------------------------- |
| ذهبية     | الألعاب الأولمبية الصيفية 2000   |
| برونزية   | بطولة كأس العالم لكرة السلة 1990 |
| ذهبية     | بطولة كأس العالم لكرة السلة 1994 |

## روابط خارجية
- ألونزو مورنينج على موقع IMDb (الإنجليزية)
- ألونزو مورنينج على موقع الموسوعة البريطانية (الإنجليزية)
- ألونزو مورنينج على موقع ميوزك برينز (الإنجليزية)
- ألونزو مورنينج على موقع إن إن دي بي (الإنجليزية)
- ألونزو مورنينج على موقع قاعدة بيانات الفيلم (الإنجليزية)
- ألونزو مورنينج على موقع الاتحاد الدولي لكرة السلة (الإنجليزية)
- ألونزو مورنينج على موقع إن بي أي (الإنجليزية)
- ألونزو مورنينج على موقع سبورتس رفرنس (الإنجليزية)
- ألونزو مورنينج على موقع كرة السلة الأوروبية.كوم (الإنجليزية)
- ألونزو مورنينج على موقع إي إس بي إن.كوم (الإنجليزية)
- ألونزو مورنينج على موقع كلية كرة السلة في سبورتس رفرنس.كوم (الإنجليزية)
- ألونزو مورنينج على موقع ريلجم (الإنجليزية)
- ألونزو مورنينج على موقع بروبوليرز (الإنجليزية)
- ألونزو مورنينج على موقع سبورتس رفرنس (الإنجليزية)
- ألونزو مورنينج على موقع أوليمبيديا (الإنجليزية)